# Оксеншерна, Юхан Габриэль (пятиборец)
Юхан Габриэль Оксенштерна, граф Корсхольм и Вааса (швед. Johan Gabriel Oxenstierna af Korsholm och Vasa; 28 августа 1899, Стокгольм — 18 июля 1995, Тэбю, Стокгольм) — шведский дворянин, пятиборец и морской офицер. Он выиграл золотую медаль на летних Олимпийских играх 1932 года.

## Биография
Представитель старейшего шведского дворянского рода Оксеншерна, который был известен с XIII века. Младший сын графа Эрика Карла Габриэля Оксеншерны (1859—1913) и Сири Элеоноры Каролины Валленберг (1868—1929). Дед по отцовской линии — камергер, граф Аксель Туре Габриэль Оксеншерна (1823—1875), а дед по материнской линии — банкир и депутат Андре Оскар Валленберг (1816—1886).
В 1917 году он стал морским офицером, а в 1932 году он был назначен военно-морским атташе в Париже. После возвращения в Швецию он был повышен до чина лейтенанта-коммандера. Во время Второй мировой войны Юхан Габриэль Оксеншерна служил военным атташе в Лондоне. Его зашифрованные телеграммы были предательски переданы немцам шифровальщиком в Стокгольме, который расшифровал их, став главным источником военно-морской разведки для нацистского режима. Он вышел в отставку в 1954 году в звании морского капитана.

## Семья
- 1-я жена с 16 сентября 1922 года Гёрел Элизабет Уитфельдт. Развод в 1946 году. Дети от первого брака:
  - Туре Габриэль Оксеншерна (род. 25 июня 1923, Стокгольм)
  - Кристер-Габриэль Оксеншерна (род. 27 октября 1925, Стокгольм)
  - Биргитта Маргарета Габриэлла Оксеншерна (род. 16 сентября 1930, Рослагсбро).

- 2-я жена с 23 декабря 1946 года[3] Андреа Анна Мария Бодекул. Второй брак был безбрачным.